# Marin Tomasov
Marin Tomasov (* 31. August 1987 in Zadar) ist ein kroatischer Fußballspieler, der seit 2018 beim kasachischen Erstligisten FK Astana unter Vertrag steht.

## Laufbahn
Tomasov begann bei seinem Heimatverein NK Zadar mit dem Fußballspielen, wo er alle Nachwuchsmannschaften durchlief. 2006 er unterschrieb dort seinen ersten Profivertrag und bekam das Trikot mit der Rückennummer 14. Während drei Spielzeiten, die er beim Verein verbrachte, bestritt er 72 Spiele und erzielte 12 Tore. 2007 und 2008 wurde er neunmal in die kroatische U21-Nationalmannschaft einberufen, wo ihm ein Tor gelang. Im Sommer 2009 wechselte er zu einem der großen Vereine im kroatischen Fußball, Hajduk Split. Die Ablösesumme betrug über 350.000 Euro. Er erhielt in seinem neuen Verein dieselbe Rückennummer.
In der ersten Saison beim Hajduk Split kam er in der Liga und im Pokal insgesamt 22 Mal zum Einsatz, aber nur elfmal davon in der Startelf. Er schoss nur zwei Tore in dieser Spielzeit und obwohl er damals ein Zwanzigjähriger war, war er mit seinen Leistungen ziemlich enttäuscht und sagte, er wolle in der Zukunft zuschlagen.
In der nächsten Saison gelang ihm dies. Er bestritt 26 Spiele in der Liga (15 davon von Anfang an), in denen er viermal traf. In der Europa League 2010/11 kam er neunmal zum Einsatz (insgesamt in der Qualifikation und in der Gruppenphase) und erzielte zwei Tore.
Tomasov begann die neue Saison ausgezeichnet. Ihm gelang der entscheidende Treffer in der 87. Minute im Eröffnungsspiel gegen HNK Šibenik. Sein nächstes Tor schoss er im Auswärtsspiel gegen NK Istra 1961 und trug damit zu einem 3:0-Sieg bei. Im nächsten Spiel gegen NK Zagreb fiel sein Führungstreffer bereits in der 50. Sekunde. Im Derby gegen RNK Split traf er wieder sehr früh, aber diesmal „nur“ in der 2. Minute.
Im April 2012 löste das Schiedsgericht des kroatischen Fußballverbandes seinen Vertrag mit dem Verein aus Split wegen ausbleibender Gehaltszahlungen vorzeitig. Am 18. Juni 2012 unterschrieb Tomasov bei den „Münchner Löwen“ einen Dreijahresvertrag. Er kam in der Spielzeit 2012/13 in 26 Partien zum Einsatz, schoss zwei Tore und bereitete drei weitere vor.

## Erfolge
- Kasachischer Meister: 2017, 2018, 2019

## Privatleben
Morin Tomasov ist verheiratet und hat mit seiner Ehefrau Bozena zwei Kinder. Das zweite Kind wurde am 24. November 2014 geboren.